# Egira ambigua
Egira ambigua är en fjärilsart som beskrevs av Anthony C. Galsworthy 1997. Egira ambigua ingår i släktet Egira och familjen nattflyn. Inga underarter finns listade i Catalogue of Life.